# Jednotka
Jednotka (dawniej STV1, jeszcze dawniej ST1) – pierwszy program słowackiej telewizji publicznej.
W czasach federalizmu w Czechosłowacji w 1990 główny kanał ČST1 został podzielony na F1 na zachodzie z siedzibą w Pradze i ST1 na wschodzie z siedzibą w Bratysławie.
Za oficjalną datę uruchomienia stacji przyjmuje się 1 stycznia 1993 w wyniku podziału Czechosłowacji i stacje publiczne w obu krajach zmieniły nazwy: ČT1 w Czechach i STV1 w Słowacji.
W 2004 roku STV1 zmienił swoją nazwę na Jednotka. Głównym programem informacyjnym jest Správy RTVS. Początkowo emitowany był o godzinie 19:30, od 9 stycznia 2012 roku przesunięto porę emisji na godzinę 19:00.
Tak jak czeskie stacje publiczne (ČT1 i ČT2) większość swoich audycji, o ile pozwalają na to prawa autorskie, udostępnia na stronie internetowej stacji, zarówno na żywo, jak i na żądanie. Tak samo robi siostrzany kanał Dvojka.
Kanał jest dostępny w wysokiej rozdzielczości HD (wraz z Dvojką i Trojką).